# ناحية فرح دشت
ناحية فرح دشت (بالفارسية: بخش فرح‌دشت) هي ناحية في مقاطعة كاشمر، محافظة خراسان الرضوية، إيران. كان عدد سكان الناحية سنة 2016 حوالي 12,954 نسمة.

## المعالم الوطنية
- طاحونة جردوك المائية